# Egy nyári éj mosolya
Az Egy nyári éj mosolya vagy  Egy nyáréjszaka mosolya (Sommarnattens leende) egy 1955-ben bemutatott svéd romantikus vígjáték Ingmar Bergman rendezésében. Ez a film hozta meg a nemzetközi sikert a rendezőnek. Bergmant a Cannes-i fesztiválon Arany Pálmára jelölték, továbbá a produkció három BAFTA-jelölést is begyűjtött. 2005-ben a Time beválasztotta minden idők 100 legjobb filmje közé.
Az alaptörténet – szerelmi partnerek cseréje egy nyári éjszakán – sok feldolgozást megélt leginkább zenés színdarabokban: Woody Allen Szentivánéji szexkomédiája (1982) is Bergman filmjén alapszik.

## Történet
Fredrik Egerman (Gunnar Björnstrand) egy középkorú ügyvéd feleségül vesz egy 19 éves szépséget, Annet (Ulla Jacobsson). Házasságuk két év után még mindig nem tökéletes a lány tartózkodása miatt. Fredriknek van egy fia az első feleségétől, Henrik (Björn Bjelfvenstam), aki a húszas évek elején jár és lelkésznek készül, de jelenleg a mostohaanyja szerelme gyötri. A fiút nagyon zavarja a félig oidipuszi helyzet, ezért egy boldogtalan viszonyba menekül apja kéjes cselédlányával, Petrával (Harriet Andersson).
A két hazássága között Fredriknek viszonya volt egy híres színpadi színésznővel, a gyönyörű Desiree Armfeldtdel (Eva Dahlbeck), de a nő szakított vele. Desireenek van egy Henrik nevű fiatal fia, aki nem sokkal Fredrik Egermannal folytatott viszonya után született. Desiree jelenleg Carl-Magnus Malcolm gróffal (Jarl Kulle), egy agresszív természetű katonatiszttel van viszonyban. A gróf felesége Charlotte (Margit Carlqvist) pedig Anne régi barátja.
Fredrik egy este meglátogatja Desireet, beszél neki a családi gondokról és a segítségét kéri. Mivel Fredrik ruhája elázott, a gróf hálóingje van rajta, amikor a féltékenységében őrjöngő gróf megérkezik, megfenyegeti Fredriket, aki kénytelen elhagyni a házat. Ezután Desireet kezdi fenyegetni, ami odáig vezet, hogy a nő végül szakít vele. A feldühödött gróf beszámol feleségének a viszonyáról és utasítja, hogy fedje fel Annenak a férje hűtlenségét (amiről valójában szó sincs). Charlotte végül beismeri Annenak, hogy szereti néha erőszakos férjét, és mindent megtenne azért, hogy viszont szeressék. Eközben Desiree édesanyja (Naima Wifstrand) meghív mindenkit a vidéki házába egy nyári partira.
Az este folyamán Henrik és Anne váratlanul egyedül találják magukat egy ágyban, és leomlanak a korlátok köztük, majd megszöknek Henrik korábbi szeretője, Petra és annak új barátja, Frid segítségével. Fredrik látja, hogy a szerelmesek útra kelnek, de nem tesz semmit. Charlotte odamegy Fredrikhez, de a gróf ahogy ezt meglátja, orosz rulettre hívja ki az ügyvédet, de végül kiderül, hogy egyikük élete sem volt veszélyben, mert a gróf titokban csak pernyét töltött a fegyverbe. A játszma után a gróf ismét közel kerül feleségéhez, a féltékenység visszahozta érzelmeit Charlotte iránt. Fredrik és Desiree is egymásra talál, hogy a négy pár boldogan vonulhasson vissza.

## Szereposztás
| Színész            | Karakter                 |
| ------------------ | ------------------------ |
| Gunnar Björnstrand | Fredrik Egerman          |
| Ulla Jacobsson     | Anne Egerman             |
| Björn Bjelfvenstam | Henrik Egerman           |
| Eva Dahlbeck       | Desiree Armfeldt         |
| Harriet Andersson  | Petra                    |
| Jarl Kulle         | Carl-Magnus Malcolm gróf |
| Naima Wifstrand    | Armfeldtné               |
| Margit Carlqvist   | Charlotte Malcolm grófné |
| Åke Fridell        | Frid                     |
| Jullan Kindahl     | Beata                    |
| Gull Natorp        | Malla                    |
| Birgitta Valberg   | színésznő                |
| Bibi Andersson     | színésznő                |
| Sigge Fürst        | rendőr                   |

## Jelentősebb díjak és jelölések
- BAFTA-díj (1957)
  - jelölés: legjobb külföldi film – Allan Ekelund
  - jelölés: legjobb külföldi színész – Gunnar Björnstrand
  - jelölés: legjobb külföldi színésznő – Eva Dahlbeck
- Cannes-i fesztivál (1956)
  - díj: legjobb poétikus humor – Ingmar Bergman
  - jelölés: Arany Pálma – Ingmar Bergman

## Fordítás
- Ez a szócikk részben vagy egészben  a   Smiles_of_a_Summer_Night című angol Wikipédia-szócikk fordításán alapul.  Az eredeti cikk szerkesztőit annak laptörténete sorolja fel. Ez a jelzés csupán a megfogalmazás eredetét és a szerzői jogokat jelzi, nem szolgál a cikkben szereplő információk forrásmegjelöléseként.